# Surintendante de la Maison de la Reine

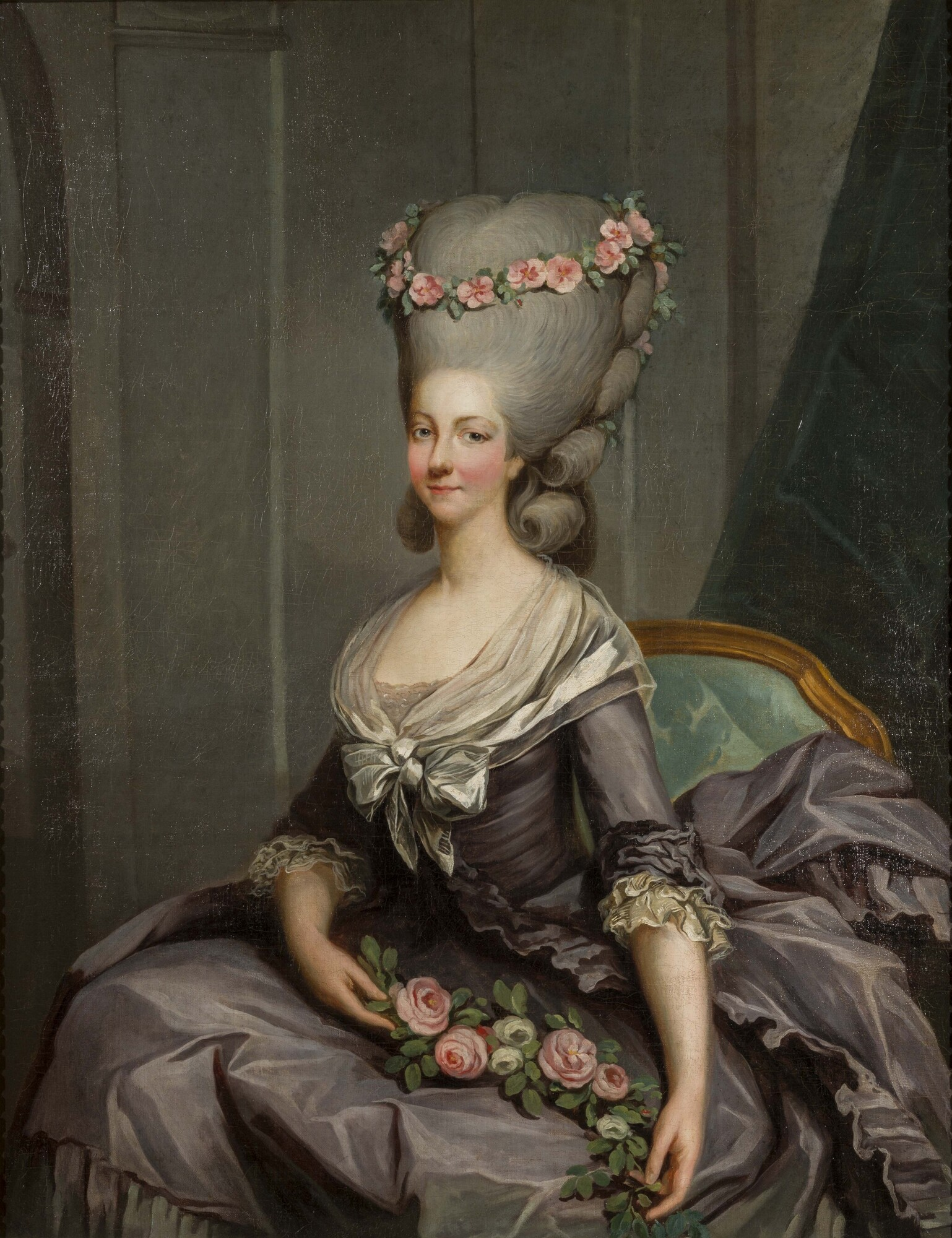
La princesse de Lamballe, surintendante de la reine Marie-Antoinette d'Autriche et dernière à tenir cet office.

La surintendante de la Maison de la Reine a le premier rang et reçoit les serments des officiers de la Maison de la Reine. Cet office, jugé trop important, fut supprimé entre 1741 et 1774. 

## Histoire
Cet office fut créé en 1619.  La Surintendante et la Gouvernante des enfants royaux étaient les seuls offices féminins en France dont les tenantes prêtaient serment de loyauté au roi lui-même. 

## Surintendantes de la Maison de la Reine

### Anne d'Autriche(1601-1666)

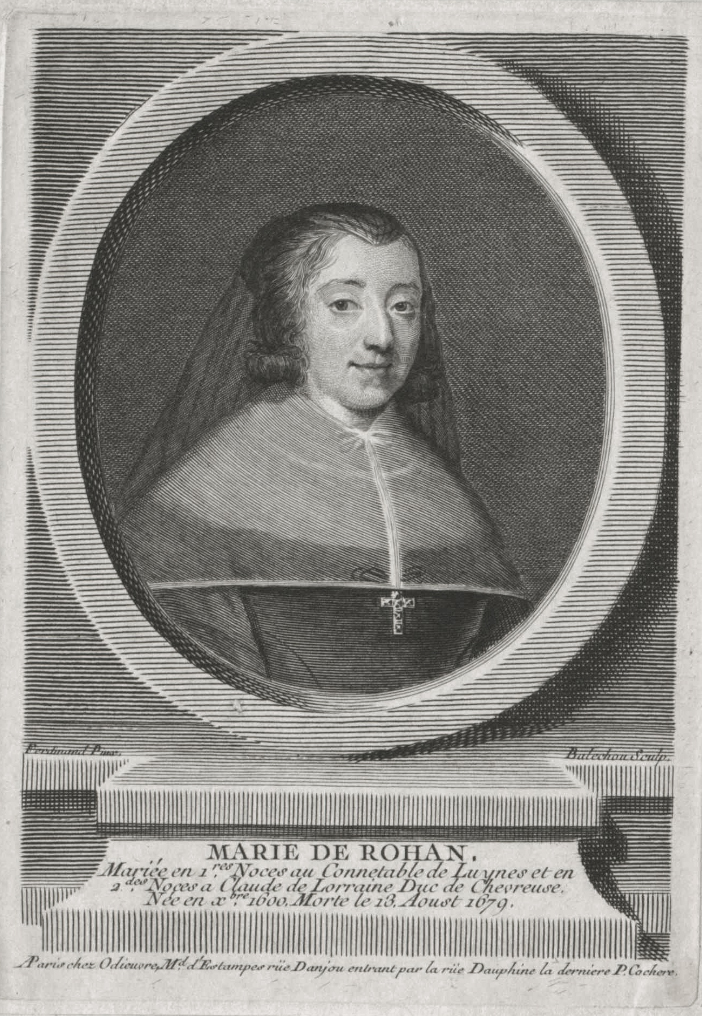
Marie de Rohan, Surintendante de la Maison de la Reine d'Anne d'Autriche

- 1619-1637: Marie de Rohan
- 1657-1666: Anne-Marie Martinozzi

### Marie-Thérèse d'Autriche(1638-1683)
- 1660-1661: Anne de Gonzague de Clèves
- 1661-1679: Olympe Mancini
- 1679-1683: Madame de Montespan

### Marie Leszczynska(1703-1768)
- 1725-1741: Marie-Anne de Bourbon-Condé
- 1741-1768: Office aboli

### Marie-Antoinette d'Autriche(1755-1793)
- 1775-1791: Marie-Thérèse-Louise de Savoie-Carignan